# Chirality
Chirality is een internationaal, aan collegiale toetsing onderworpen wetenschappelijk tijdschrift op het gebied van de farmacochemie.
Het wordt uitgegeven door Wiley-Liss en verschijnt maandelijks.
Het eerste nummer verscheen in 1989.